# Bernard Smith (Produzent)
Bernard Smith (* 20. September 1907; † 21. September 1999 in Beverly Hills) war ein US-amerikanischer Herausgeber, Literaturkritiker und Filmproduzent, der zwei Mal für den Oscar für den besten Film nominiert war.

## Leben
Smith absolvierte nach dem Schulbesuch ein Studium an der City University of New York (CUNY) und begann nach dessen Beendigung 1928 seine Tätigkeit für den Verlag Alfred A. Knopf, Inc. Dort stieg er zum geschäftsführenden Herausgeber auf und veröffentlichte unter anderem namhafte Autoren wie B. Traven, Raymond Chandler, Dashiell Hammett und Langston Hughes. Neben seiner Verlegertätigkeit arbeitete er auch als Literaturkritiker und veröffentlichte unter anderem 1939 Forces in American Criticism, eine historische und kritische Untersuchung der amerikanischen Literatur und Literaturkritik aus marxistischer Sichtweise.
1947 begann Smith nach seinem Ausscheiden beim Verlagshaus Knopf seine Arbeit in der Filmwirtschaft Hollywoods, wo er zunächst für Metro-Goldwyn-Mayer Drehbücher und Filmvorlagen überarbeitete. Später produzierte er zwischen 1960 und 1969 nur fünf Filme. Gleich für seine erste Produktion, die nach dem gleichnamigen Roman von Sinclair Lewis entstandene Literaturverfilmung Elmer Gantry (1960) von Richard Brooks mit Burt Lancaster in der Titelrolle sowie Jean Simmons und Dean Jagger in weiteren Rollen, wurde er bei der Oscarverleihung 1961 erstmals für den Oscar für den besten Film nominiert.
Seine zweite Nominierung für den Oscar für den besten Film erhielt Smith 1964 für den von Henry Hathaway, John Ford und George Marshall inszenierten Western Das war der Wilde Westen (How the West Was Won, 1962) mit Carroll Baker, Lee J. Cobb sowie Henry Fonda und zahlreicher weiterer Starbesetzung.
1965 gewann Smith zusammen mit Regisseur John Ford sowie Drehbuchautor James R. Webb den Bronze Wrangler der Western Heritage Awards für den besten Film, und zwar für den Western Cheyenne (Cheyenne Autumn, 1964) mit Richard Widmark, Carroll Baker und Karl Malden.

## Auszeichnungen
- 1965: Bronze Wrangler der Western Heritage Awards für den besten Film

## Veröffentlichungen
- Forces in American Criticism, 1939
- The Democratic Spirit: A Collection of American Writings From the Earliest Times to the Present Day, 1941
- A World Remembered: 1925-1950, Autobiografie, 1994

## Filmografie
- 1960: Elmer Gantry
- 1962: Das war der Wilde Westen (How the West Was Won)
- 1964: Cheyenne (Cheyenne Autumn)
- 1966: Sieben Frauen (7 Women)
- 1969: Alfred der Große – Bezwinger der Wikinger (Alfred the Great)